# Charles Diehl
Michel-Charles Diehl (Strasburgo, 4 luglio 1859 – Parigi, 1º novembre 1944) è stato un bizantinista francese, specialista di arte, storia, cultura e società.

## Biografia
Nato a Strasburgo il 4 luglio 1859, studiò presso il locale liceo e in quelli di Nancy e Parigi conseguendo ottimi risultati; nel 1878 entrò presso la École Normale Supérieure a Parigi.
Interessatosi dapprima di archeologia classica passò per breve tempo alla École française di Roma (1881-1883) e alla École française di Atene (1883-1885). Quando rientrò in Francia fu chiamato a ricoprire la cattedra di archeologia e Storia greca presso l'università di Nancy e la tenne sino al 1899. Nel 1888 pubblicò la sua tesi di dottorale (Études sur l'administration byzantine dans l'exarchat de Ravenne) con cui fece il suo ingresso negli studi bizantini. Nel 1899, quando fu istituita la prima cattedra di Storia bizantina alla Sorbona Charles Diehl fu chiamato a ricoprirla e la mantenne fino al 1934.
Durante la sua lunga carriera accademica Diehl ebbe modo di investigare ogni aspetto del mondo bizantino, dalla storia all'arte. Non mancarono saggi divulgativi che lo resero popolarmente noto, tra i quali si ricordano particolarmente le Figures byzantines (1906-1908) e Théodora, impératrice de Byzance (1904). Un'opera di ampio respiro che consacrò il Diehl tra i maggiori interpreti della civiltà bizantina fu pure il saggio Byzance. Grandeur et Décadende pubblicato nel 1919 e tradotto in italiano col titolo La civiltà bizantina nel 1962.
Grazie all'iniziativa di Diehl furono incominciate due importanti serie di studi e testi estremamente importanti per la bizantinistica del '900: la Collection byzantine, dove comparvero numerose edizioni di testi bizantini con traduzione francese (il primo pubblicato fu la Cronografia di Michele Psello curata da È. Renauld, con una nota prefatoria dello stesso Diehl nel 1928) e i Monuments de l'art byzantin il cui primo volume, dedicato alla pittura, vide la luce nel 1932.
Nel 1910 Diehl venne eletto membro dell'Académie des inscriptions et belles-lettres e nel 1920 ne divenne il presidente. Numerosi sono i riconoscimenti ufficiali che egli ricevette in molte accademie, in patria e all'estero. Dopo il congedo, mentre stava lavorando a una importante sintesi di storia bizantina, che doveva essere il coronamento della sua brillante carriera, perse improvvisamente la vista (1937) e fu costretto a dettare il secondo volume della sua opera (il primo era uscito nel 1936) che fu pubblicato postumo nel 1945.
Diehl morì il primo novembre 1944 e lasciò in legato testamentario all'Académie la somma di 240 000 franchi per l'istituzione di un premio destinato ai migliori lavori sulla storia e la cultura bizantine.
Una bibliografia completa delle opere di Diehl la si trova nella traduzione italiana di Figures byzantines a cura di Tommaso Braccini (pp.xvii-xl).

## Opere principali

### Edizioni originali
- Ravenne, étude d'archéologie byzantine, Parigi: J. Rouam, Bibliothèque d'art ancien, 1886
- L'Art byzantin dans L'Italie méridionale, Parigi: Libraire de l'art 1894
- L'Afrique byzantine, histoire de la domination byzantine en Afrique (533-709), Parigi: E. Leroux 1896
- Justinien et la Civilisation byzantine au VIe Siècle, Parigi: E. Leroux 1901.
- Theodora, Imperatrice de Byzance Parigi: E. de Boccard, o. J. [1903?], 3. edizione 1904.
- Figures Byzantines, 2 Voll., Parigi: A. Colin, 1906-1908.
- Manuel d'art byzantin, Parigi: A. Picard & Fils, 1910.
- Une république patricienne: Venise, Parigi 1916 (online).
- Histoire de l'empire byzantin, Parigi: A. Picard, 1919.
- Manuel d'art byzantin, in 2 Voll., II edizione aggiornata, Parigi: A. Picard & Fils, 1925-1926.
- in collaborazione con G. Marçais, G. Glotz (edd.): Histoire du Moyen Âge,III :Le Monde oriental de 395 à 1081. Histoire Générale, Parigi 1936.
- Les Grands Problèmes de l'Histoire Byzantine, Parigi: A. Colin (1943).
- In collaborazione con L. Oeconomos, R. Guilland, R. Grousset (edd.): Histoire du Moyen Âge, I: L'Europe orientale de 1081 à 1453, Parigi 1945.

### Edizioni italiane
- Amori alla corte di Bisanzio, Roma: Edizioni Gamma, 1945.
- I grandi problemi della storia bizantina, Bari: Laterza, 1957.
- La civiltà bizantina, Milano: Garzanti, 1962.
- Storia dell'impero bizantino, trad. di Carmelo Capizzi, Roma: Typis Pontificiae Universitatis Gregorianae, 1977.
- La Repubblica di Venezia, Roma: Newton & Compton, 2004
- Figure bizantine, collana ET.Biblioteca, traduzione di M. S. Ruffolo, introduzione di Silvia Ronchey, Torino, Einaudi, 2007  [1927], ISBN 978-88-06-19077-4, OCLC 799807274.
- Teodora imperatrice di Bisanzio, trad. di A. Fattorini, Collana Ritratti, Roma: Castelvecchi, 2015.